# Gartenstadt-Gesellschaft Hellerau AG gegr. 1908
Die Gartenstadt-Gesellschaft Hellerau AG gegr. 1908 (GGH) geht auf die gemeinnützige Gartenstadt Hellerau GmbH zurück. Diese wurde 1908 maßgeblich durch den Möbelfabrikanten und Kunstgewerbereformer Karl Schmidt gegründet, um in Hellerau bei Dresden den Bau der ersten deutschen Gartenstadt als Mustersiedlung für die Angestellten seiner neuen Produktionsstätte umzusetzen. Das heutige Unternehmen agiert als Quartiersentwickler in Deutschland und auf internationaler Ebene.

## Vorgeschichte in Deutschland
Die in Deutschland spät einsetzende Hochindustrialisierung führte im letzten Viertel des 19. Jahrhunderts zu einem raschen, kaum regulierten Wachstum der Städte. Die damit einhergehenden großen wirtschaftlichen und sozialen Spannungen beförderten alternative Konzepte wie die Lebensreformbewegung, deren Vertreter vor allem eine Abkehr vom liberalen Kapitalismus und dem monotonen Städtebau und stattdessen eine stärkere Hinwendung zur Natur propagierten. Sie waren offen für neue Ideen im Stadtbau, wie sie beispielsweise Camillo Sitte im späten 19. Jahrhundert vertrat, bis hin zu radikaleren Neugründungen, wie sie der völkische Publizist Theodor Fritsch 1896 mit seinem Buch „Die Stadt der Zukunft“ und, bedeutender für die Gartenstadt-Bewegung, 1898 der Brite Ebenezer Howard mit „Tomorrow. A Peaceful Path to Real Reform“ (1907 auf Deutsch unter dem Titel „Gartenstädte in Sicht“ veröffentlicht) bekannt machten.
Stark beeinflusst von Howards Vorstellungen wurde 1902 in Berlin die Deutsche Gartenstadt-Gesellschaft gegründet mit dem Ziel der Verbreitung der Gartenstadt-Idee und der Förderung deren Umsetzung, ohne aber selber als Bauträger zu agieren.

### Entwicklung in Dresden

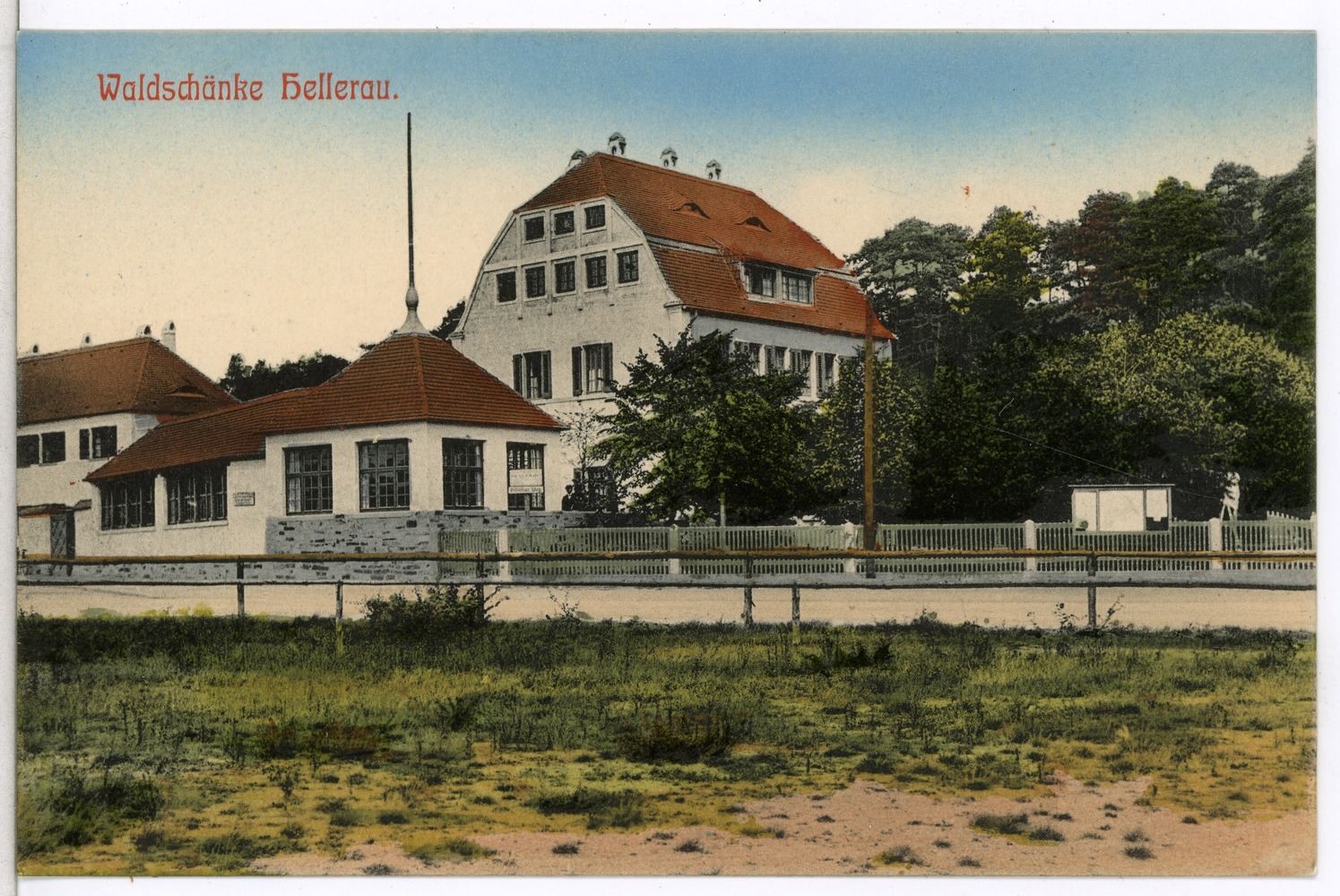
Waldschänke nach dem Kauf und anschließendem Umbau durch Riemerschmid

1906 erzielte der Dresdner Möbelfabrikant Karl Schmidt beachtliche Erfolge mit seinen „Maschinenmöbeln“ (maschinell gefertigte, aber trotzdem ansprechende Serienmöbel, welche zerlegbar waren) auf der III. Kunstgewerbeausstellung in Dresden. Zur Ausweitung der Produktion in seinen Dresdner Werkstätten für Handwerkskunst (später Deutsche Werkstätten Hellerau) plante der der Lebensreform nahestehende Schmidt daraufhin einen Neubau und verband dies mit der Errichtung einer Siedlung. Dort wollte er seine sozial- und bodenreformerischen Ideen in Anlehnung an die englische Gartenstadtbewegung umsetzen, die er während seiner Gesellenzeit kennengelernt hatte.
Da die Grundstückspreise in der Stadt unter anderem durch Spekulanten aber stark angestiegen waren, suchte Schmidt ein geeignetes Areal außerhalb Dresdens. Rund 6,5 km nördlich des Zentrums, westlich der damals noch eigenständigen Ortschaft Klotzsche, fand er ein geeignetes Gelände: „Es bestand zum größten Teil aus Feldern, etwas Wald, meist war es geringer Sandboden. Am Montag nach dieser Entdeckungsfahrt schon gewann ich den Bürgermeister von Klotzsche für diesen Plan, dort in dem ‚entdeckten‘ Gelände eine Gartenstadt mit Werkstättengebäude zu errichten […].“ Kurz darauf schon trat er in Verhandlungen mit 73 lokalen Grundstücksbesitzern und erzielte im Folgejahr den Verkaufsabschluss über eine Fläche von rund 140 ha sowie der Waldschänke zu einem Gesamtpreis von 1,75 Millionen Mark.
Noch während der Grundstücksverhandlungen beauftragte Schmidt den Münchner Architekten Richard Riemerschmid, mit dem er schon seit 1902 zusammengearbeitet hatte, mit der Konzeption der zukünftigen Anlage. Riemerschmid teilte das Gelände hierarchisch in vier Areale auf: die Kleinhäuser, die Villen, die Wohlfahrts- und Gemeinschaftseinrichtungen sowie das Fabrikgelände.

## Gartenstadt Hellerau GmbH

### Gründung und Tätigkeit

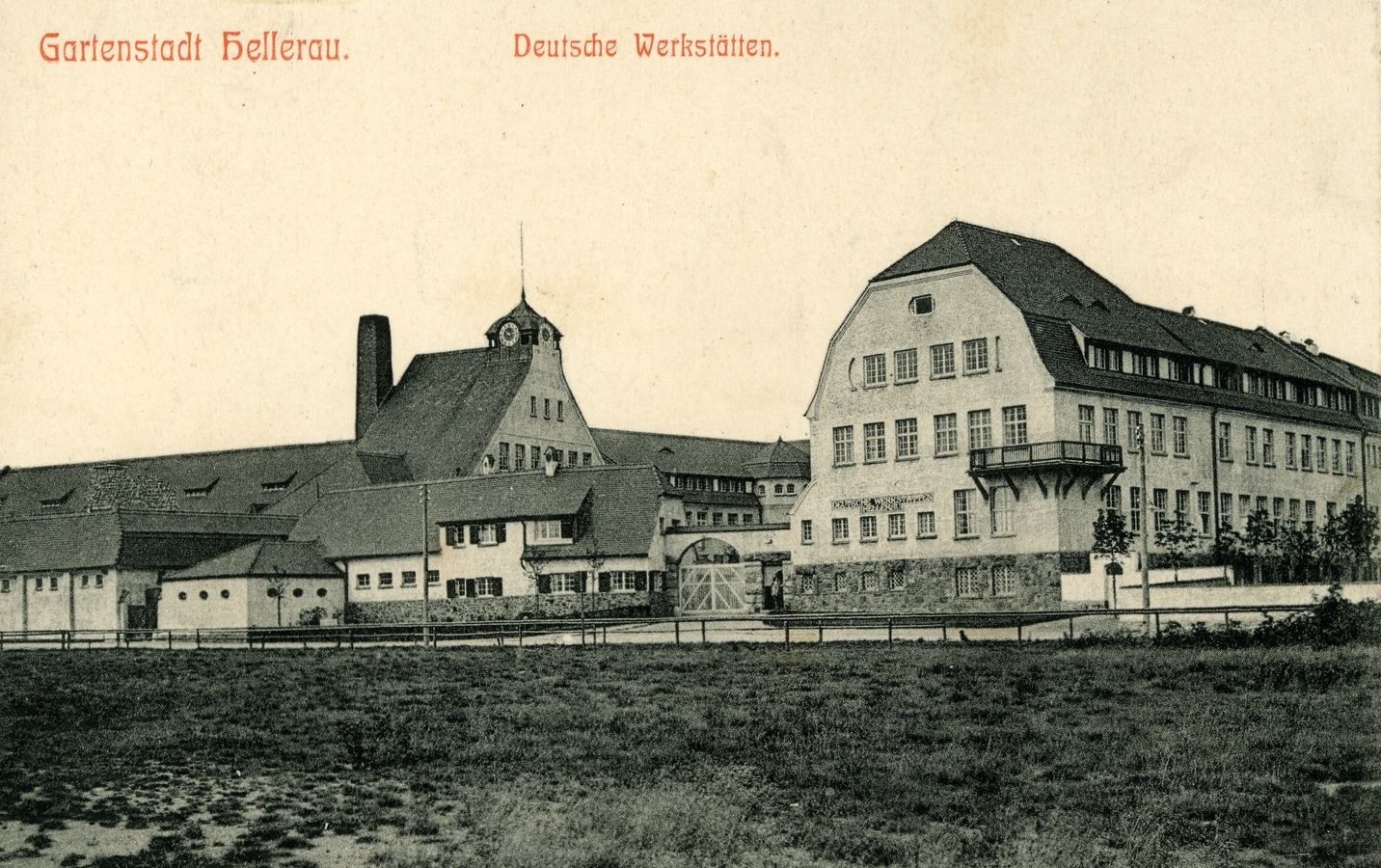
Die Deutschen Werkstätten Hellerau bei Dresden 1911

Für die Umsetzung seiner Pläne gründete Schmidt gemeinsam mit Riemerschmid, dem Politiker Friedrich Naumann und Wolf Dohrn, Generalsekretär in den Werkstätten Schmidts und erster Geschäftsführer des von Schmidt mitbegründeten Deutschen Werkbundes seit 1907, am 4. Juni 1908 mit einem Stammkapital von 300.000 ℳ (entspricht heute etwa 2.200.000 EUR) die gemeinnützige Gartenstadt Hellerau GmbH. „Gegenstand des Unternehmens ist die Errichtung einer Gartenstadt in den Bezirken der Gemeinden Klotzsche und Rähnitz behufs Schaffung und Erhaltung gesunder, schöner und billiger Wohn- und Arbeitsstätten“. Die Leitung übernahm Wolf Dohrn, der ein guter Organisator war.
Die Gesellschaft war für den Bodenerwerb und die -verteilung, die Errichtung von Gebäuden und für sämtliche Formalitäten im Zusammenhang mit der Vermietung und Verpachtung zuständig. Künftige Bewohner sollten Wohnungen und Häuser zu günstigen Konditionen mieten oder pachten können. Um jegliche Bodenspekulation zu verhindern, war im Statut vorgesehen, dass sämtlicher über 4 Prozent liegender Gewinn der Siedlung wieder zugutekommen musste.
Für die Errichtung des Kleinhausviertels wurde am 10. September 1908 separat die Baugenossenschaft Hellerau eGmbH ins Leben gerufen, die auch Familien mit geringem Einkommen das Wohnen in der Siedlung ermöglichen sollte. Das notwendige Land erwarb sie zum Selbstkostenpreis von der Gartenstadt-Gesellschaft. Interessenten konnten Genossenschaftsanteile in Höhe von 200 Mark erwerben, woraufhin die Genossenschaft mit Hilfe eines Kredites der Landesversicherungsanstalt des Königreichs Sachsen die Wohnhäuser errichtete.

### Umsetzung der Pläne
Zugleich mit der Gründung der Gesellschaft wurde eine Bau- und Kunstkommission eingerichtet, die für die Einhaltung selbst festgelegter sozialer, hygienischer und künstlerischer Standards sorgen sollte. Dieser gehörten unter anderem neben Riemerschmid Theodor Fischer an, Hermann Muthesius, Otto Gussmann, Adolf von Hildebrand und Fritz Schumacher, welche schon zuvor teilweise gemeinsam im Deutschen Werkbund agiert hatten. Dieser Kommission war es letztlich zu verdanken, dass Hellerau in der Folge zu einer Art Mustersiedlung heranwachsen sollte, obwohl sie schon 1913 durch den ersatzlosen Austritt von Fischer, Muthesius und Riemerschmid quasi wieder aufgelöst wurde.

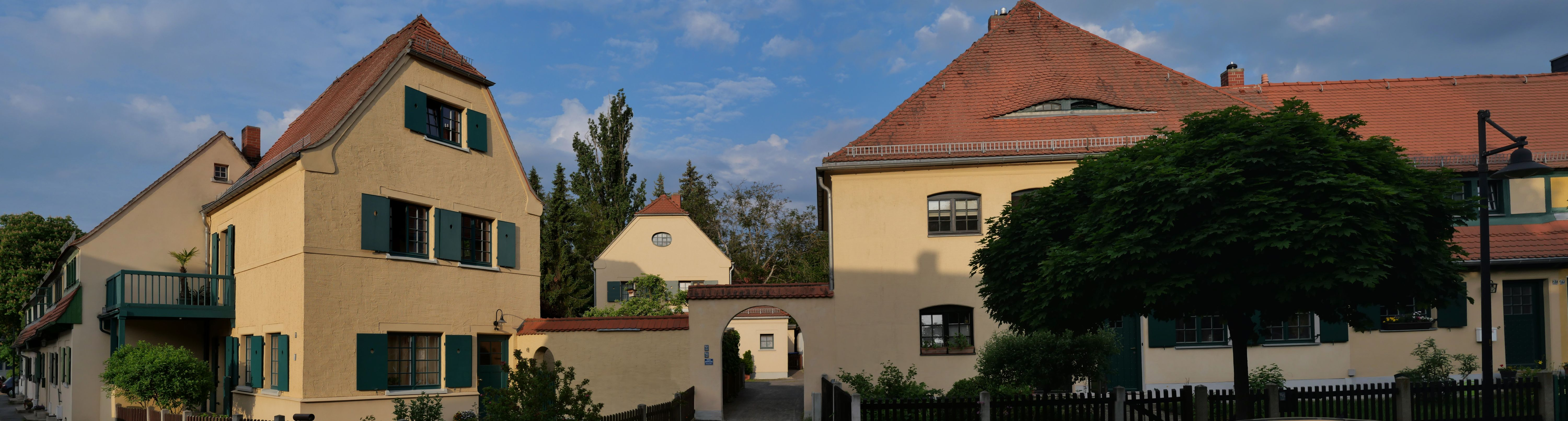
Häuserzug in der zuerst gebauten Straße Am grünen Zipfel

Am 9. Juni 1909, also rund ein Jahr nach Gründung der Gartenstadt Hellerau GmbH, erfolgte der erste Spatenstich für die Deutschen Werkstätten und fünf Tage später für die 34 Typenhäuser des Kleinhausviertels „Am grünen Zipfel“. Schon am 1. April 1910 konnte die Möbelproduktion am neuen Standort beginnen.
Im Juni 1910 lebten bereits 60 Familien in der modernen Siedlung; Ende 1913 war deren Zahl schon auf etwa 400 in 383 Häusern angewachsen. Die einfachen Reihenhäuser, die Riemerschmid entworfen hatte, kosteten anfänglich im Jahr zwischen 250 und 380 Mark Miete bei Wohnungsgrößen von 46 bis 85 m².
Für den regen Zuspruch sorgte neben den günstigen Preisen auch, dass Riemerschmid in seiner Konzeption von Anfang an einen Straßenbahnanschluss vorgesehen und deswegen mit dem Unternehmen Städtische Straßenbahn zu Dresden einen Vertrag abgeschlossen hatte. Hierfür bewilligte der Sächsische Landtag auf Drängen Schmidts unterstützend finanzielle Mittel.
Ebenezer Howard, der die Siedlung 1912 besuchte, zeigte sich vom Resultat beeindruckt: „Hellerau ist keine bloße Nachahmung der englischen Gartenstädte [...]. In Hellerau tritt deutlich das Bemühen hervor, den Menschen Heime in der Nähe ihrer Arbeitsstätten zu bauen und Arbeit in die Nähe ihrer Heimatstätten zu bringen. Ich bekenne, daß mir in Hellerau sowohl die innere Einrichtung der Häuser als ihre Gruppierung sehr gefallen hat.“

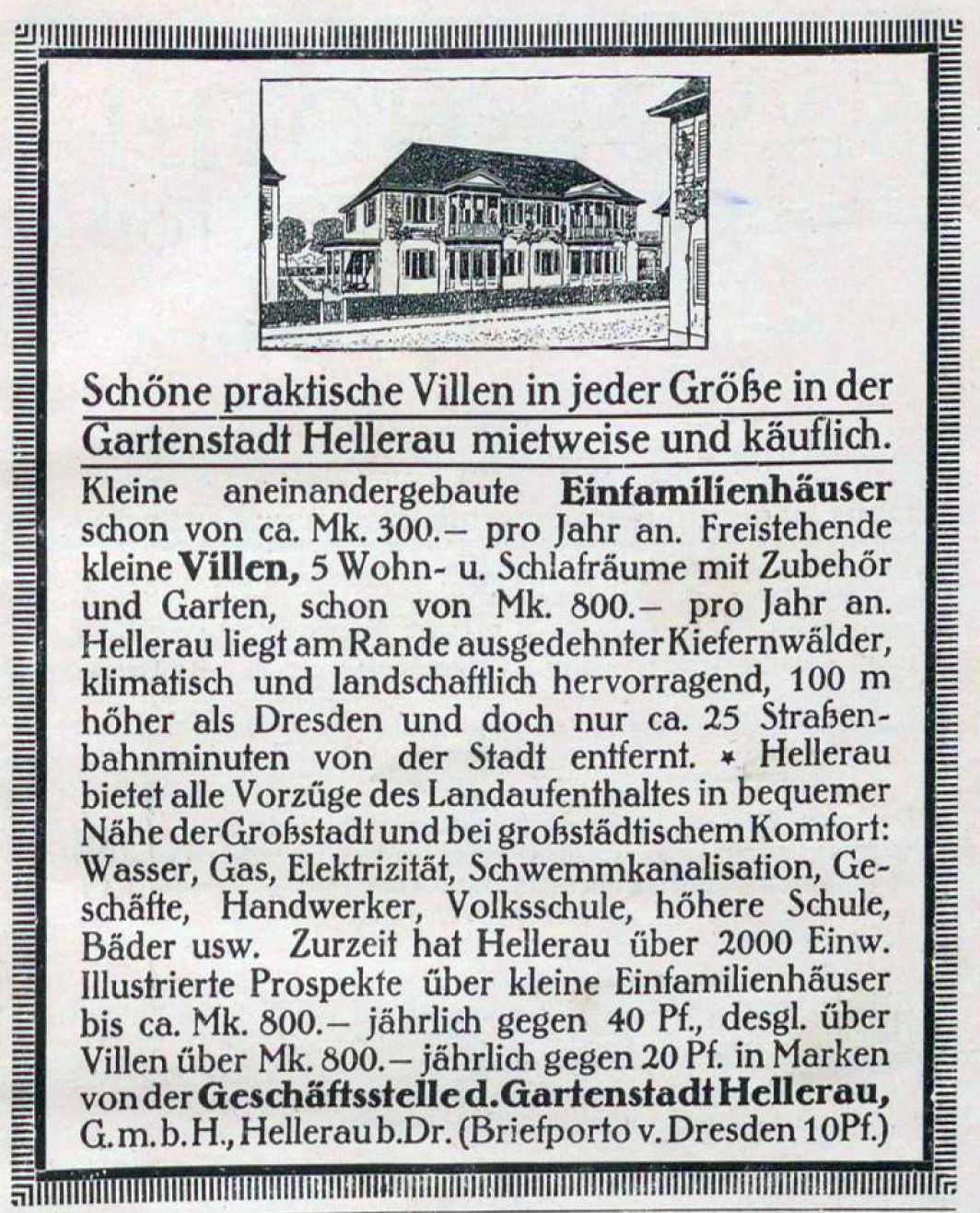
Villen-Werbeanzeige in der Gartenstadt Hellerau von 1914

### Entwicklung der Gesellschaft bis 1945
Aus Unzufriedenheit über diverse Entscheidungen innerhalb der Gesellschaft verließ Riemerschmid 1913 Hellerau. Der Hauptanlass war die Entscheidung zugunsten Heinrich Tessenows, der 1909 als Assistent Martin Dülfers an die Technische Hochschule Dresden kam und in den Folgejahren einige Bauten der Gartenstadt entwarf, als Architekten der Dalcrozschen Bildungsanstalt für Musik und Rhythmus, für die vor allem Wolf Dohrn verantwortlich zeichnete. Auch Karl Schmidt, der die Proportionen dieses Projektes als unpassend für seine Siedlung empfand und mit dem finanziellen Gebaren Dohrns nicht einverstanden war, zog sich daraufhin sowohl aus der Gartenstadt Hellerau GmbH als auch der Baugenossenschaft Hellerau eGmbH zurück, blieb aber weiterhin in seinen Deutschen Werkstätten aktiv.

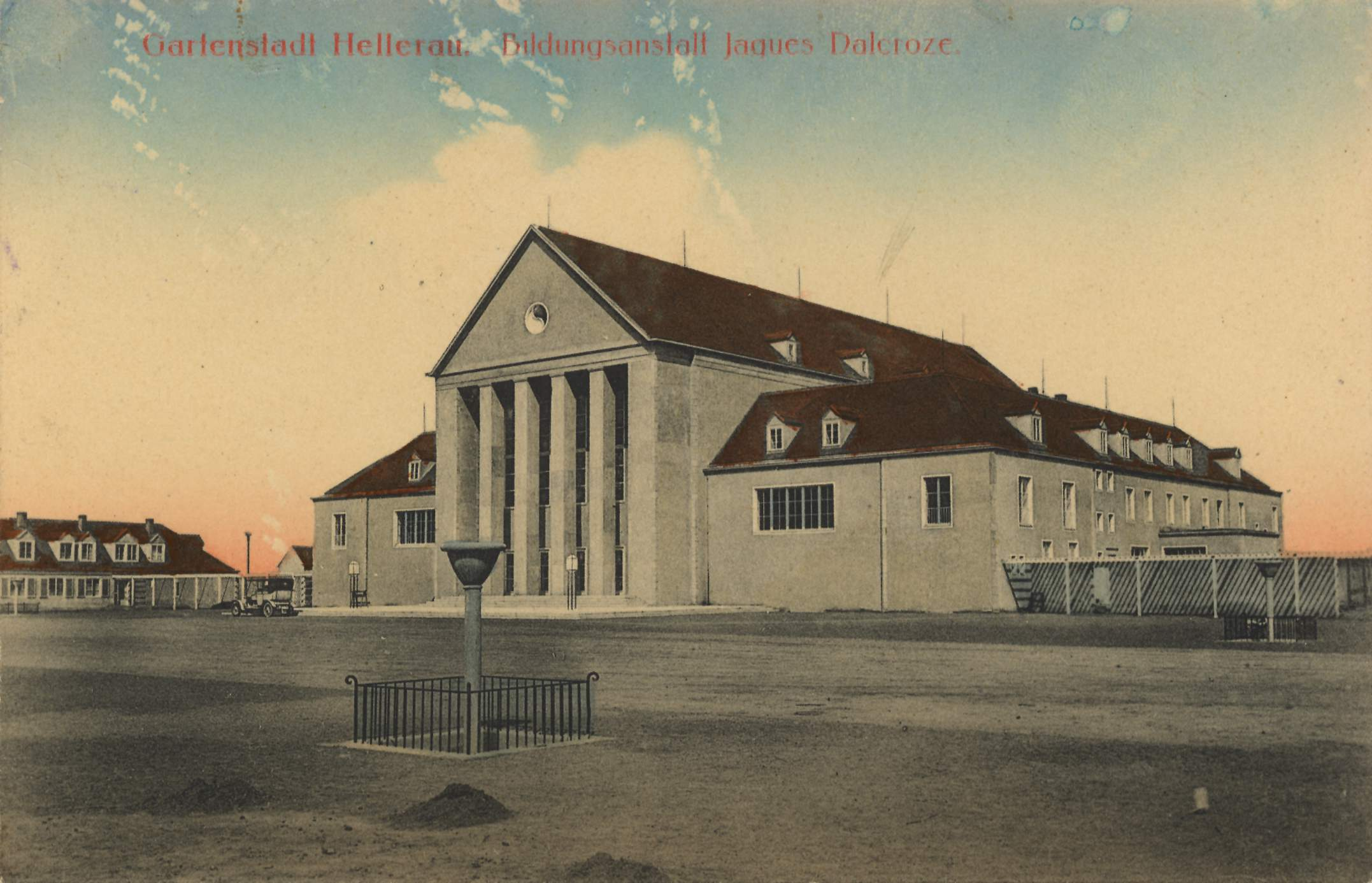
Bildungsanstalt Dalcroze (das spätere Festspielhaus Hellerau) kurz nach Fertigstellung 1911

Nach dem plötzlichen Tode Wolf Dohrns Anfang 1914 übernahm Oskar Rupprecht bis 1944 die Geschäftsführung der Gartenstadt-Gesellschaft, unter starker Anteilnahme von Harald Dohrn, dem Bruder des Verstorbenen. Rupprecht konnte den drohenden Konkurs aufgrund der bis 1916 aufgehäuften Schulden in Höhe von 435.000 Mark abwenden. Diese waren vor allem auf die Errichtung der Dalcrozschen Bildungsanstalt, die letzten Endes dreimal so viel Geld gekostet hatte als veranschlagt, und den 1911 vollendeten Straßenbahnanschluss zurückzuführen und konnten nicht durch die relativ niedrigen Mieten und Pachten kompensiert werden. Erst die extreme Inflation 1923 sorgte auf Kosten der Gläubiger für eine finanzielle Entspannung. Gleiches gilt für die Baugenossenschaft, die nur durch den Verkauf von 336 Kleinhäusern vor dem Konkurs bewahrt werden konnte. Nach der erfolgten Konsolidierung konnte die Gartenstadt-Gesellschaft bis Anfang der 1930er Jahre weitere Bauten errichten, die jedoch selten die städtebauliche Qualität der Gründungsjahre erreichten. Hierzu gehören beispielsweise das Hellerauer Rathaus von 1924 und der zwischen 1929 und 1931 von Rudolf Kolbe nach Plänen Riemerschmids errichteter Hellerauer Marktplatz.
Hatte sich die Gesellschaft anfänglich noch erfolgreich gegen völkisches Gedankengut verwahrt, änderte sich die Ausrichtung langsam nach dem Ersten Weltkrieg, vor allem aber im Umfeld der nationalsozialistischen Machtergreifung. Zwischen 1928 und 1930 konnte die NSDAP die Zahl ihrer Stimmen in Hellerau etwa verzehnfachen. Seit der Reichstagswahl im Juli 1932 war sie in dem Ort die stärkste Partei, und immer mehr Nationalsozialisten kamen in wichtige Positionen in der Gartenstadt, so zum Beispiel der Ortsgruppenleiter Willy Junge, zweiter Vorsitzender des Vorstandes der Baugenossenschaft Hellerau, und Erich Reuther, zweiter Schriftführer ebendort. 1937 passte die Gesellschaft ihre Satzung der Ideologie an und stellte folgenden Satz voran: „Die Gartenstadt ist und will im übrigen nicht eine irgendwie einseitig reformerisch eingestellte Siedlung sein, vielmehr sind deutschblütige Menschen aller Stände willkommen.“ In diesem Jahr entstand auch die 28 Kleinstwohnungen umfassende Siedlung „Am Pfarrlehen“.

### Von 1945 bis 2000
Nach dem Zweiten Weltkrieg, den die Gartenstadt unzerstört überstand, wurde Hellerau 1950 nach Dresden eingemeindet. Während die Gartenstadt Hellerau GmbH in dieser Form weiterexistierte, wurde die Baugenossenschaft Hellerau eGmbH verstaatlicht. 1959 in die Gemeinnützige Wohnungsbaugenossenschaft Hellerau (GWG Hellerau) umbenannt, erfolgte 1980 die einstimmige Auflösung der Baugenossenschaft sowie die Angliederung an die Arbeiterwohnungsbaugenossenschaft des volkseigenen Betriebes Transformatoren- und Röntgenwerk (AWG TuR). 1990 benannte sich die AWG in Sächsische Wohnungsgenossenschaft Dresden eG um und wurde im Folgejahr in das Genossenschaftsregister eingetragen.
In dieser Phase kamen weitere Bauten hinzu, unter anderem die „Dessauer Siedlung“ am Heideweg.
Bereits 1955 wurde das Ensemble der Gartenstadt wegen seiner hohen architektonischen und städtebaulichen Qualität unter Denkmalschutz gestellt, wodurch es weitgehend im Originalzustand erhalten ist. 1992 erfolgte die Ausweisung nach § 2 Sächsisches Denkmalschutzgesetz als Sachgesamtheit und seit 1995 steht das Gebiet flächendeckend unter Denkmalschutz.

### Seit 2000

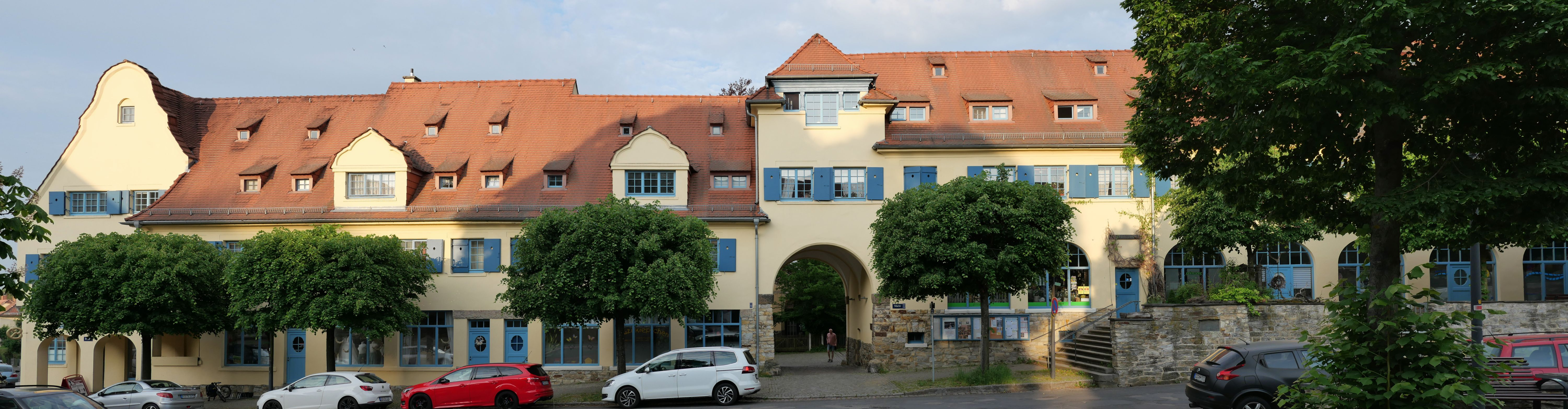
Westseite des Hellerauer Marktplatzes mit Zugang zum Dresdner Büro der GGH

2005 wurde die Gartenstadt in das Bund-Länder-Förderprogramm „Städtebaulicher Denkmalschutz“ aufgenommen. 2011 verkleinerte man das Fördergebiet, um die zur Verfügung stehenden Mittel zielgerichteter im denkmalgeschützten Kernbereich einsetzen zu können. Deshalb erfolgte eine Schwerpunktsetzung auf den Erhalt der noch unsanierten Baudenkmale, die sich zum überwiegenden Teil innerhalb des zentralen Teiles des Denkmalschutzgebietes befinden. Um auch nach dem Auslaufen des Projektes Ende 2022 noch nicht realisierte Maßnahmen durchführen zu können, wurden bei der Fördermittelstelle im Rahmen des Fortsetzungsantrages 2020 zusätzliche Projekte beantragt.
Aus den Mitteln des Förderprogramms „Städtebaulicher Denkmalschutz“ wurde auch die Waldschänke Hellerau saniert. Hierfür gründeten Hellerauer Bürger 2008 den Förderverein Waldschänke Hellerau e. V., der durch Spenden und Veranstaltungserlöse innerhalb von neun Monaten den benötigten Grundstückskaufpreis einsammelte und seitdem für Pflege und Betrieb verantwortlich ist. Nach Abschluss der Sanierung eröffnete 2013 in dem Gebäude ein Bürgerzentrum, welches seitdem eine Stätte für Kunst, Kultur, Kommunikation und Begegnung darstellt.

## Weltkulturerbe-Bewerbung
Seit 2011 engagieren sich Bewohner für eine Aufnahme der ersten Gartenstadt Deutschlands als UNESCO-Welterbestätte. Sie gründeten hierfür im Folgejahr den Förderverein Weltkulturerbe Hellerau e. V. und erarbeiteten gemeinsam mit dem Institute for Heritage Management aus Cottbus sowie der TU Dresden das Bewerbungskonzept, Studien und ein großes Modell des Zustandes von 1914. In einem einstimmigen Stadtratsbeschluss bekannte sich im April 2019 die Stadt Dresden zum Vorhaben und in der Folge auch der Freistaat Sachsen, der Ende 2021 die Hellerauer Bewerbung an die Kultusministerkonferenz weiterreichte. Aktuell (Stand Mai 2023) wird auf die Entscheidung auf Bundesebene gewartet, ob das Projekt auf die nationale Tentativliste kommt.

## Die heutige Gartenstadt-Gesellschaft Hellerau AG gegr. 1908 (GGH)
Die heutige Gartenstadt-Gesellschaft Hellerau AG gegr. 1908 agiert als Quartiersentwickler und Bestandshalter in Deutschland und über die Grenzen hinaus.
Das Unternehmen ist Mitglied im Verein Bürgerschaft Hellerau e. V., dem Deutschen Werkbund und dem Förderverein Weltkulturerbe Hellerau e. V.

Beispiele der Gartenstadt-Bebauung (mehr unter Liste der Kulturdenkmale in Hellerau)
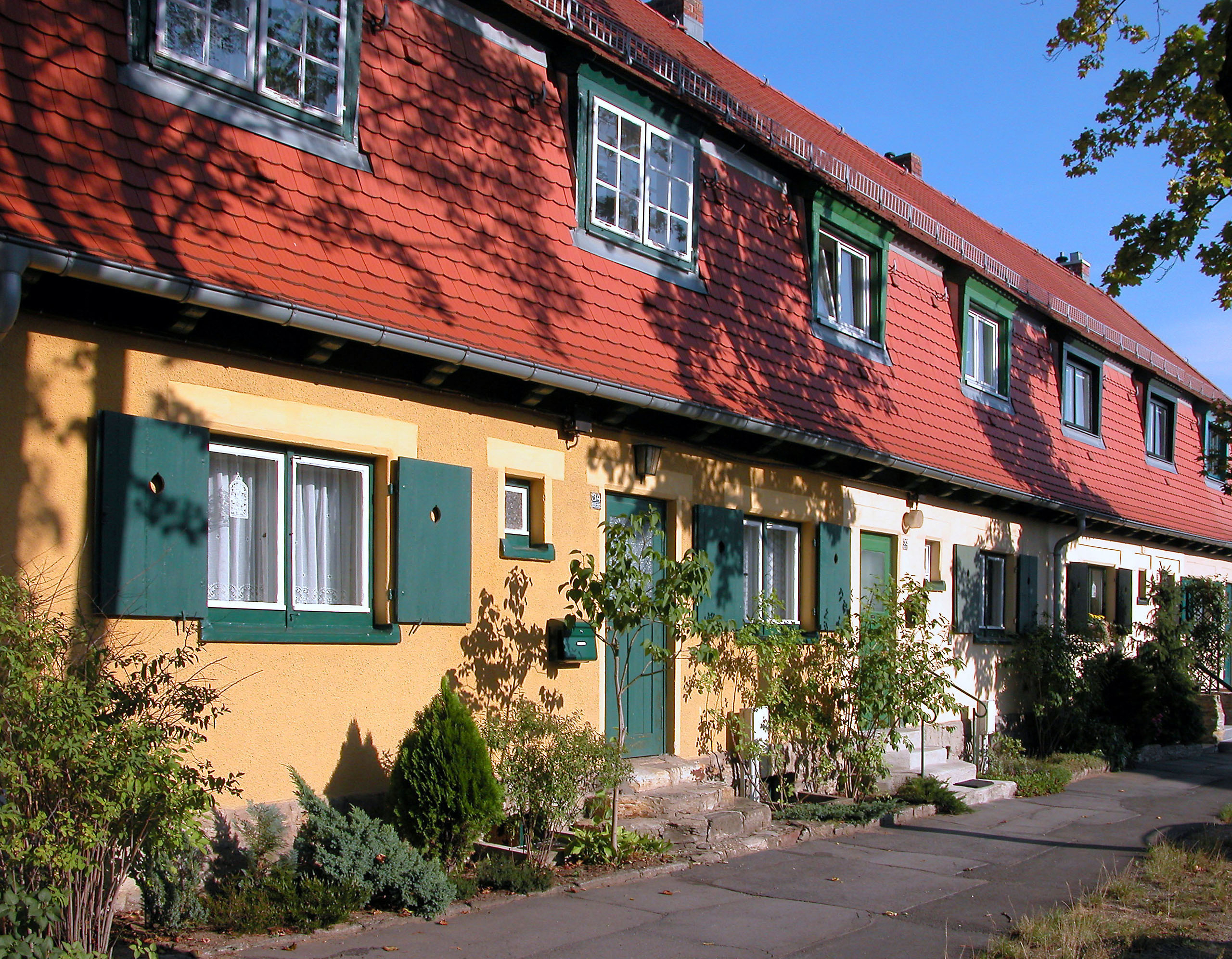
Reihenhaus in der Straße Am Grünen Zipfel von 1909
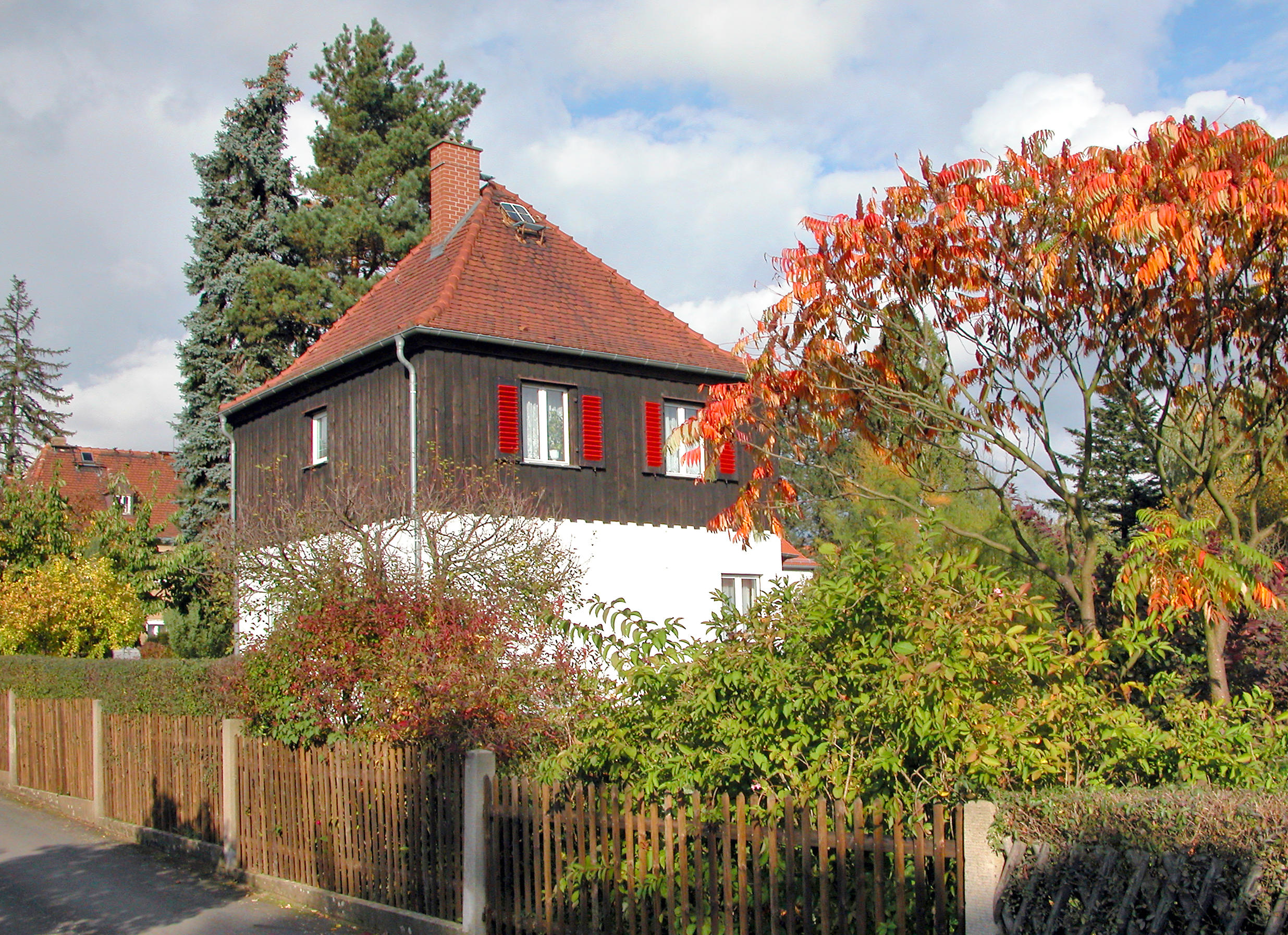
Wohnhaus Schmaler Weg 6
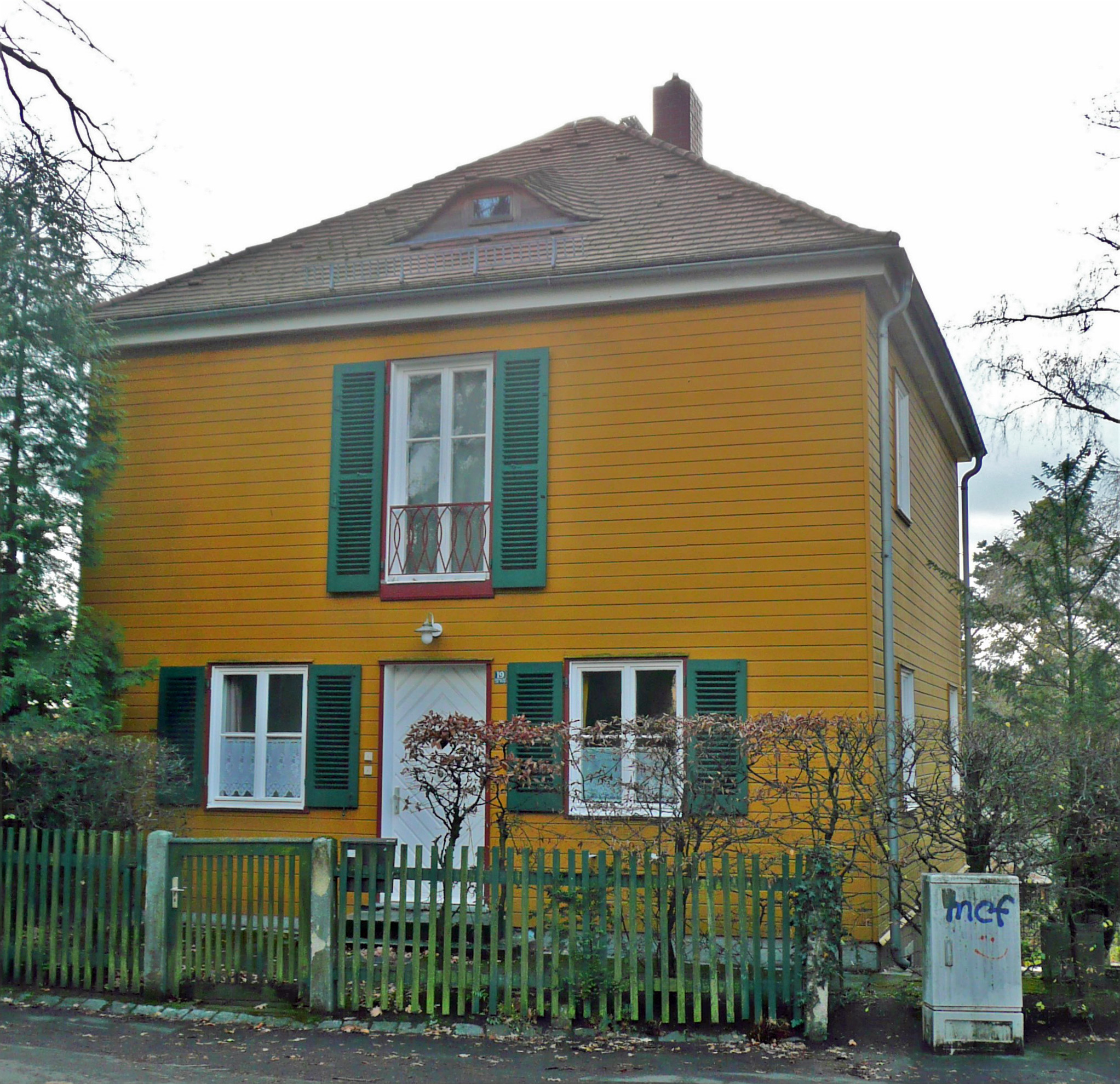
Wohnhaus Am Sonnenhang 19 von 1934
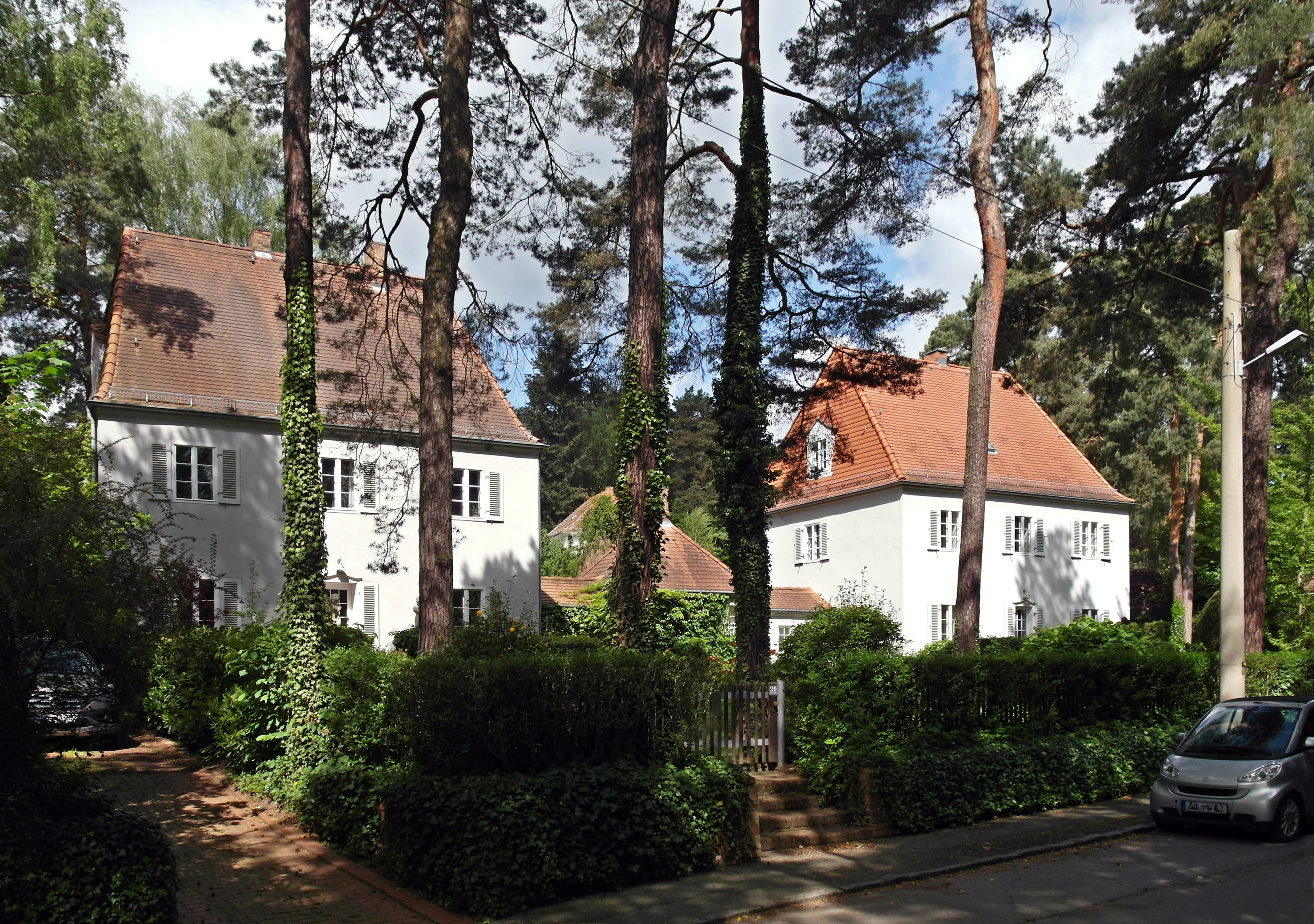
Wohnhäuser Heideweg 24–26 von 1910
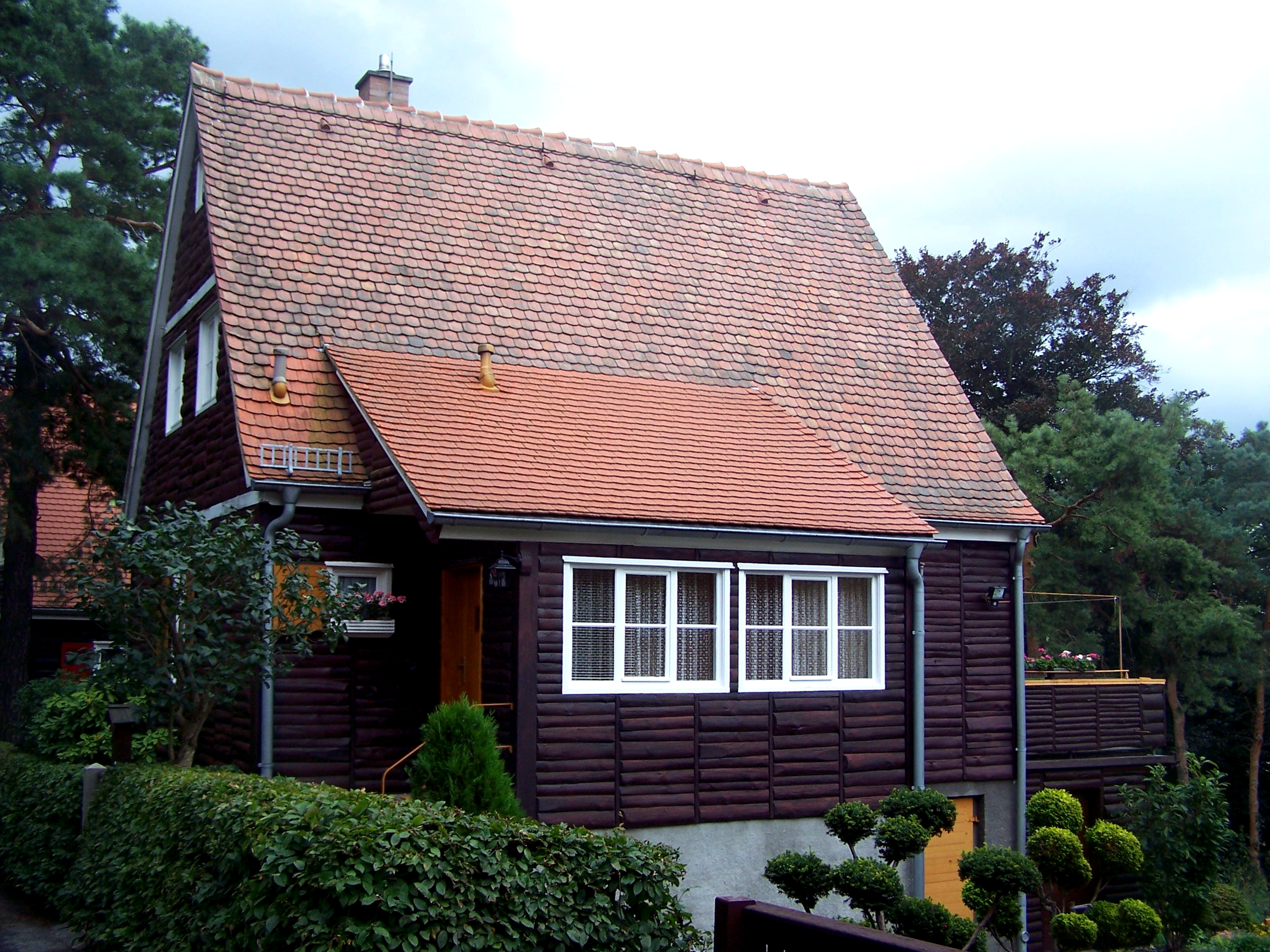
Haus Am Sonnenhang 9 von 1934
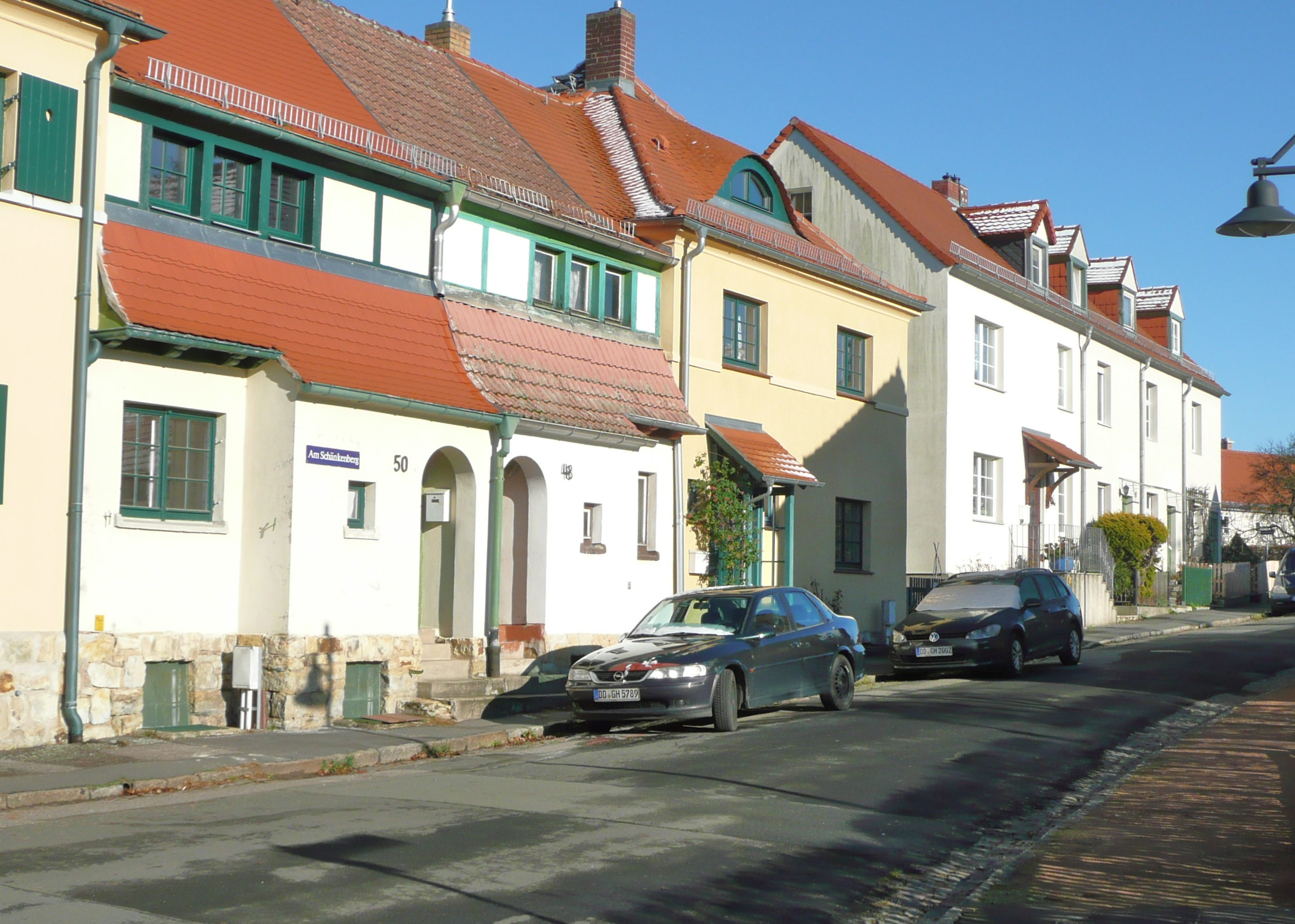
Reihenhaus Am Schänkenberg 46–50 von 1911–12
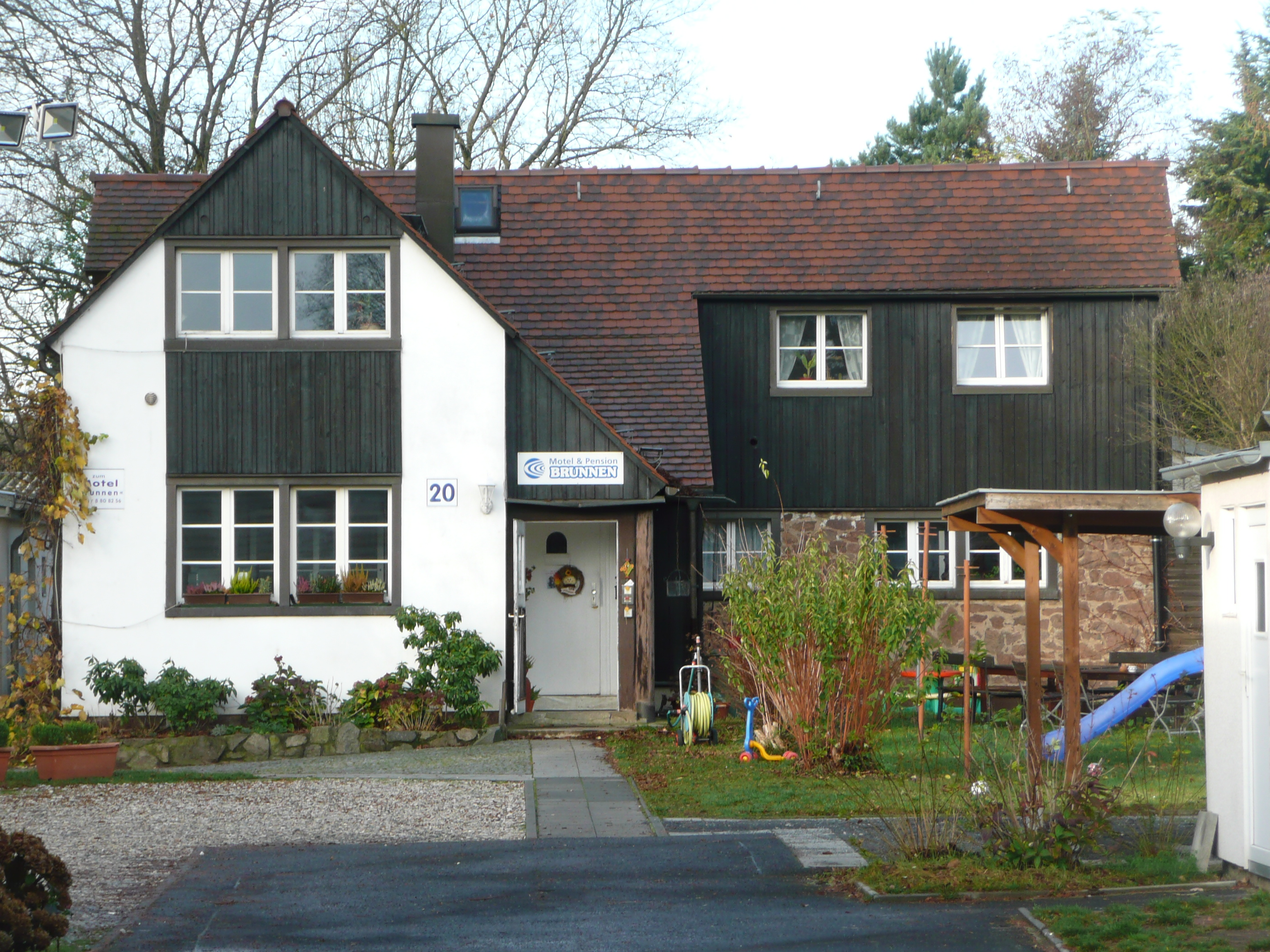
Wohnhaus Brunnenweg 20 von 1921–22
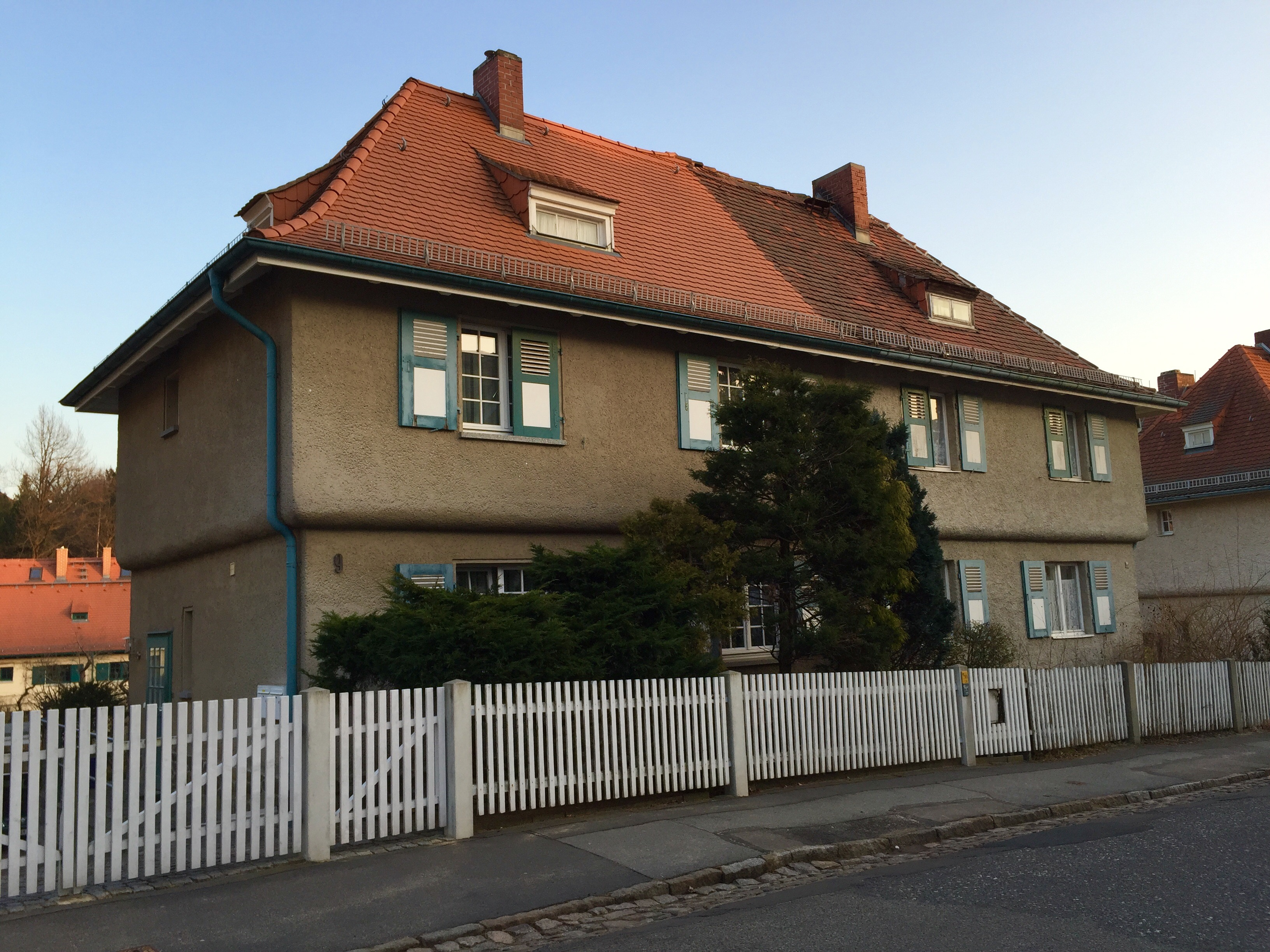
Doppelhaus Beim Gräbchen 9–11 von 1910
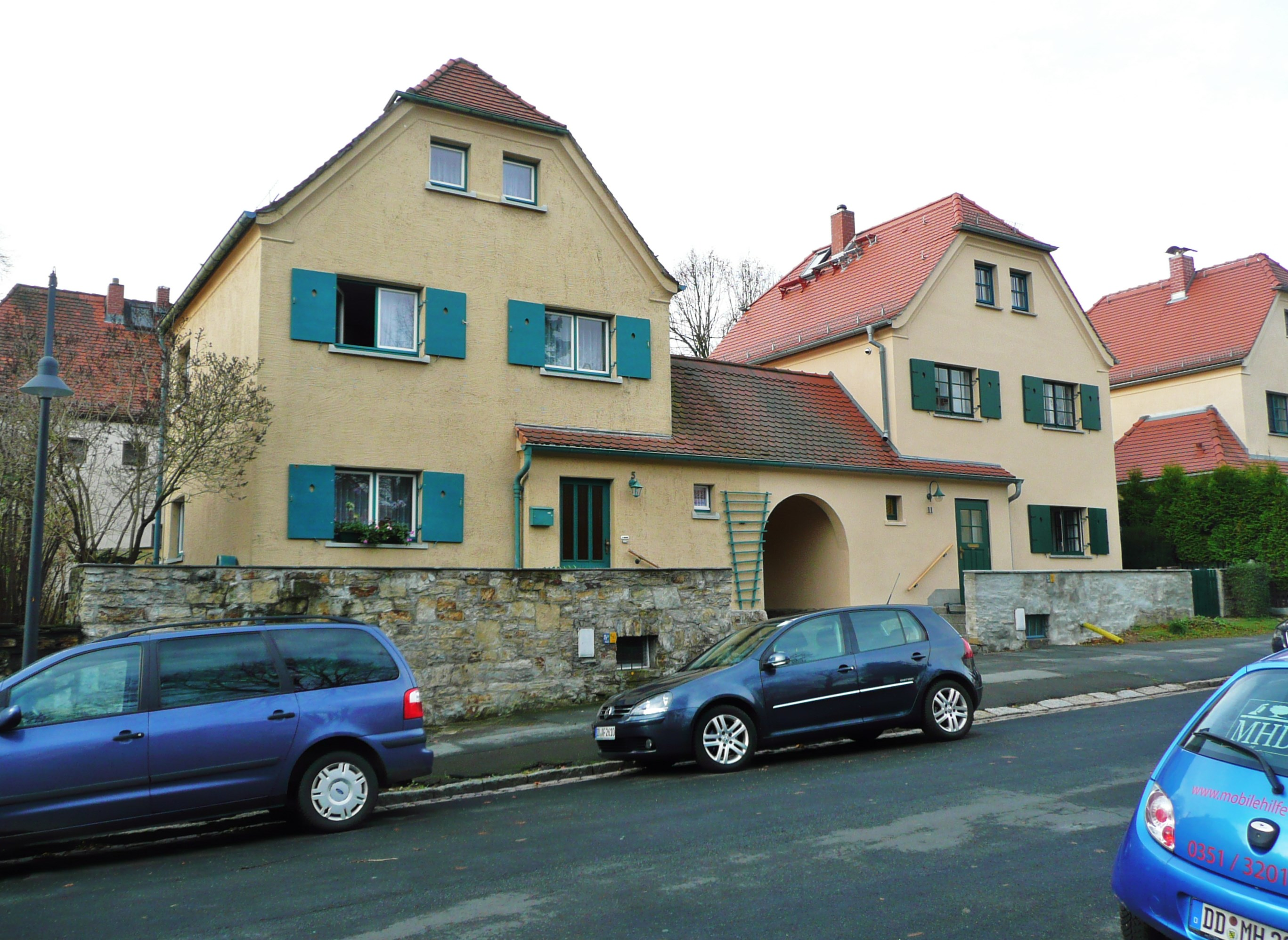
Wohnhäuser Ruscheweg 5 und 11 von 1911–12
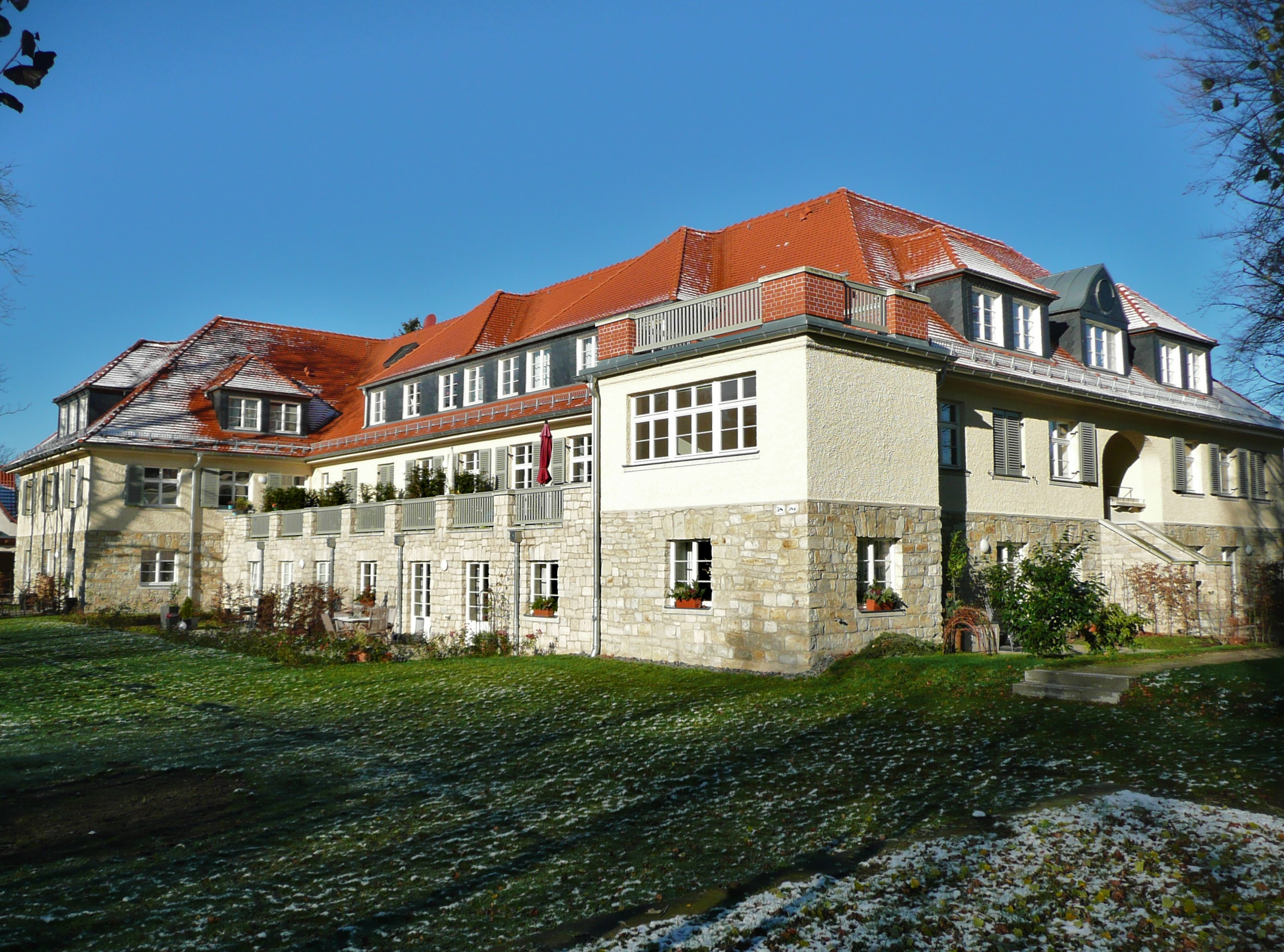
Ehemaliges Altenheim in der Karl-Liebknecht-Straße, 1911–12 als Pensionat der Bildungsanstalt Jaques-Dalcroze errichtet